# Aflorimentul silurianului de lângă satul Rașcov (Ucraina)
Aflorimentul silurianului de lângă satul Rașcov (în ucraineană Стратотип звенигородської свити силуру) este un monument al naturii de tip geologic de importanță locală din raionul Hotin, regiunea Cernăuți (Ucraina), situat la nord de satul Rașcov.
Suprafața ariei protejate constituie 11 de hectare și a fost înființată în anul 1994 prin decizia consiliului regional. Statutul a fost acordat pentru protejarea unei secțiuni valoroase a aflorimentelor scoarței terestre din perioada siluriană, pe coasta dreaptă abruptă a Nistrului, nu departe de gura de vărsare a pârâului Rașcov.